# Helius invenustipes
Helius invenustipes là một loài ruồi trong họ Limoniidae. Chúng phân bố ở miền Australasia.